# Zhao Shuai
Zhao Shuai, född 15 augusti 1995, är en kinesisk taekwondoutövare. Han vann en guldmedalj i herrarnas 58 kilos-klass vid olympiska sommarspelen 2016 i Rio de Janeiro. Vid världsmästerskapen i taekwondo 2015 i Tjeljabinsk vann han en bronsmedalj och vid världsmästerskapen 2017 i Muju tog han guld.
Zhao försvarade sin världsmästartitel vid VM 2019 i Manchester. Vid olympiska sommarspelen 2020 i Tokyo var han en av Kinas fanbärare vid invigningen, Zhao tog också en bronsmedalj i 68 kilos-klassen efter att ha vunnit bronsmatchen mot Lee Dae-hoon.